# Pompéu
Pompéu é um município brasileiro do estado de Minas Gerais. Localiza-se na microrregião de Três Marias. Pertence a mesorregião Central Mineira! Sua população recenseada em 2022 foi de 31 047 habitantes. Com uma área de aproximadamente 2.551,074 km², possui diversificada geografia, estando a 168 km de distância da capital do estado, Belo Horizonte.

## História

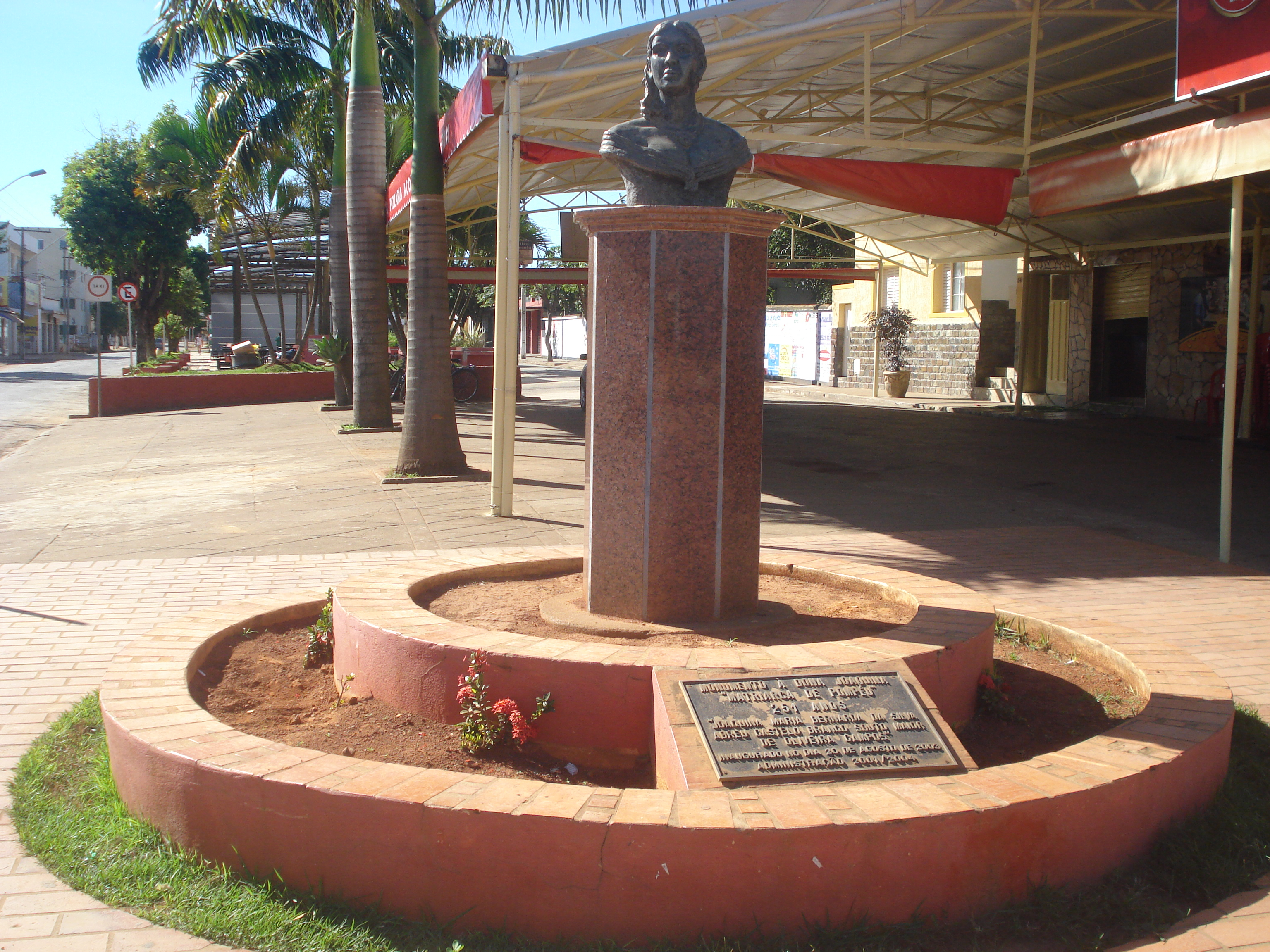
Busto de Dona Joaquina do Pompéu, localizado na avenida principal da cidade que leva o nome da mesma.

Em 1784, o Capitão Inácio de Oliveira Campos e sua esposa D. Joaquina Bernarda da Silva de Abreu Castelo Branco mudaram-se para a Fazenda do Pompéu, região hoje conhecida por "Pompéu Velho".
Devido à paralisia de seu marido, D. Joaquina assumiu a gerência dos negócios e se destacou, sendo por todos chamada de "D. Joaquina do Pompéu".
Os limites da então fazenda eram aproximadamente os mesmos do atual município de Pompéu. A cidade originou-se do arraial de Buriti da Estrada, cujo nome é devido a um pequeno buritizal à margem da antiga estrada Real dos Montes Claros para Pitangui. Por ali passavam as boiadas. Os vaqueiros pousavam no "Santo Antonio da Estrada" hoje Curvelo, e de lá vinham procurando o " Buriti da Estrada".
Em 1840 já se achava bastante desenvolvido o arraial, pois Joaquim Cordeiro Valadares, genro de D. Joaquina teve a iniciativa de construir a primeira igreja, transferida da fazenda do Pompeu, e que até hoje ainda existe (não mais): a capela do "cemitério velho". Nesta mesma época, aquele cidadão, que deve ser considerado o benemérito n° 1 da cidade, doou a primeira área de terras, para a construção de casas, e por conseguinte, para o desenvolvimento do arraial. Este gesto foi mais tarde, por ocasião da divisão da fazenda do "Quati" imitado por diversos condôminos. Ainda em 1840 conseguiu o capitão Joaquim Antônio da Silva a criação da primeira escola local.
Em 1841 Pompéu foi elevado a Distrito de Paz, tendo como divisas o Rio Pará, Rio do Peixe, Ribeirão da Areia, Serra do Duna, Bom Jardim, Rio Pardo, Rio Paraopeba e Rio São Francisco, de acordo com a lei nº 198 de 27 de março de 1941.
Em 1852 Joana Evangelista de Oliveira mandou fincar os esteios da atual matriz. Em 1866 foi criado o distrito de N.S. da Conceição de Pompéu, pertencente ao município de Pitangui.

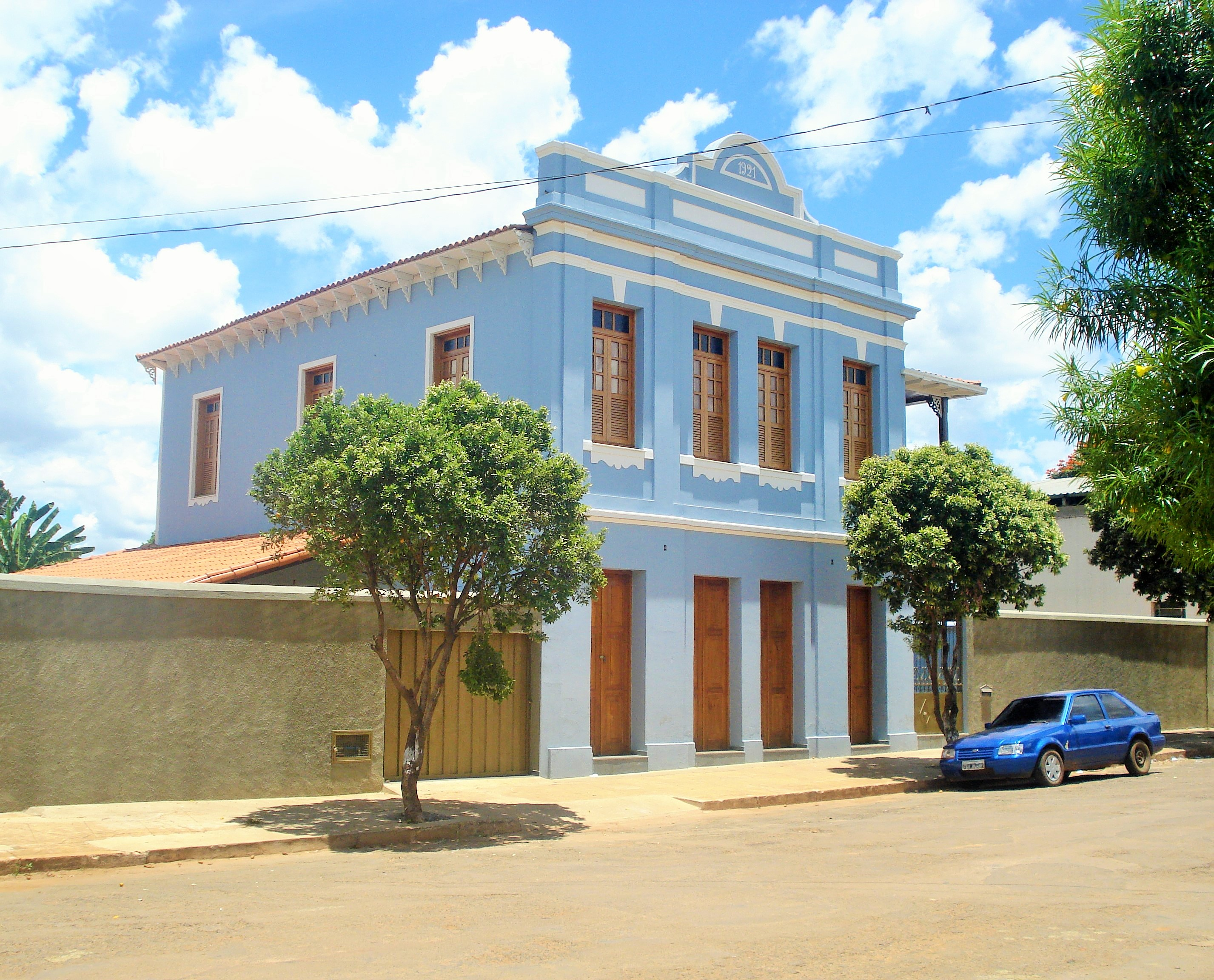
Patrimônio Histórico de Pompéu (MG)

Em 1893 foi inaugurada a estação de Pompeu da Estrada de Ferro Oeste de Minas (EFOM),  distante da cidade por 13 kms, na época era a estação mais próxima. Em 1907 foi construída a primeira cadeia. Em 25 de Julho de 1916 foi instalado o grupo escolar. Em 1929 foram concluídas as obras da ponte "Antônio Carlos" na rodovia Pompéu Estação de Pompéu, sobre o Rio São Francisco. Em 1932 foi feita a ligação de Pompéu, a Belo Horizonte por estrada de automóvel.
Finalmente em 17 de Dezembro de 1938 por decreto do governo Benedito Valadares, foi criado o Município de Pompéu sendo instalado no dia 1° de Janeiro de 1939. Nomeando seu primeiro prefeito: Francisco José da Silva Campos que governou o município até o dia 26 de Abril de 1941, data em que transmitiu ao Dr. Ciro de Campos Cordeiro (26-8-41 até 24-9-1945). Após a gestão do Dr. Ciro Cordeiro devido a mudança do regime, Pompéu teve os seguintes prefeitos: José Maria Álvares da Silva (24/9/1945 até 26/11/1945), Dr.José Caldeira (26/11/45 até 24/3/46) José Maria Álvares da Silva (24/3/46 até 31/12/46), Francisco Procópio Lobato (9/1/47 até 12/4/47, Oliveira Corrêa de Lacerda (12/4/47 até 21/10/47) Antônio Januário Sobrinho (21/10/47 até 18/12/47).

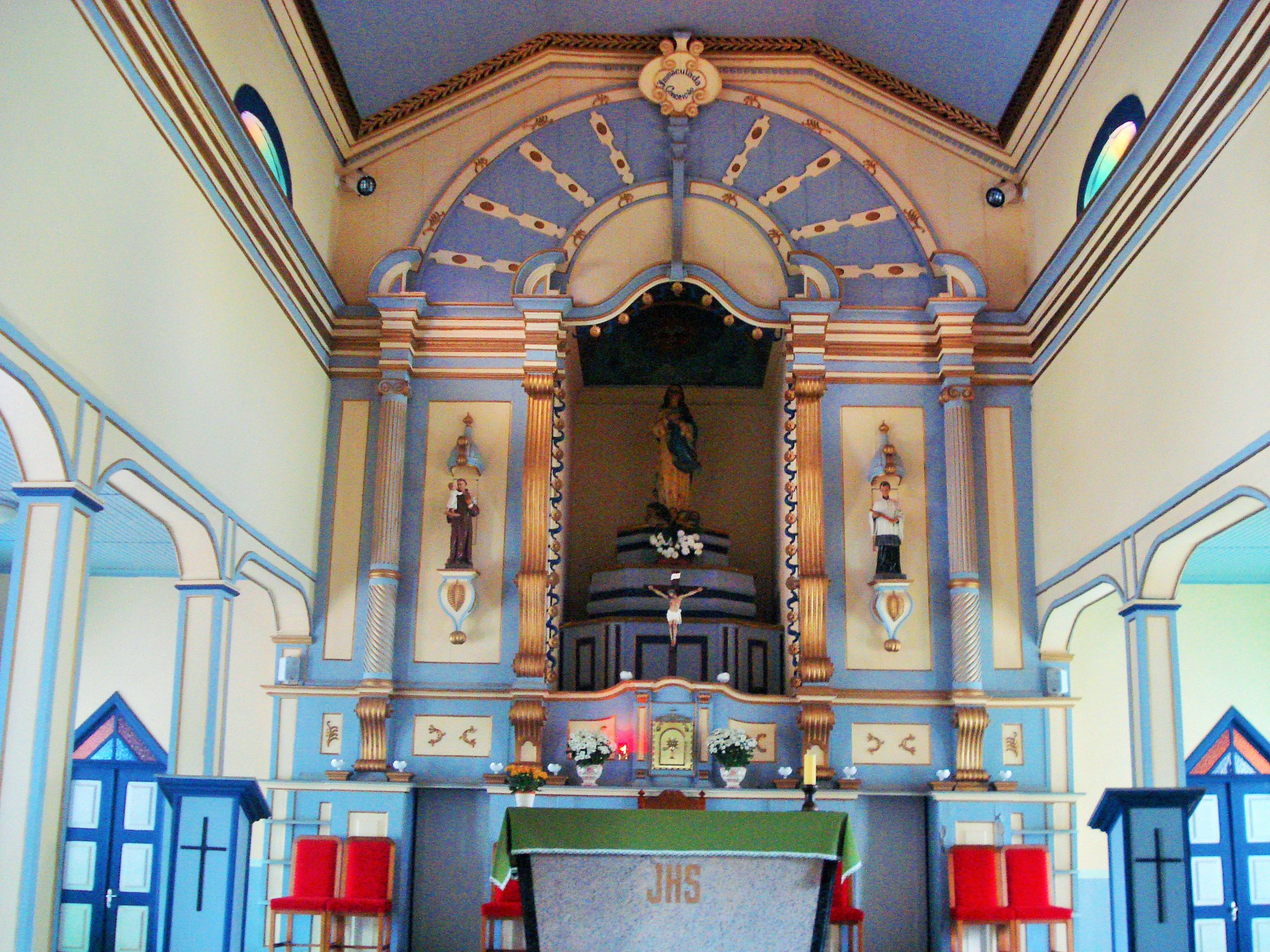
Altar da Igreja Matriz de Nossa Senhora da Conceição

No dia 23 de Novembro de 1947, no primeiro pleito municipal foi eleito prefeito Municipal o Senhor José Maria Álvares da Silva, e vice-prefeito Senhor Joaquim Higino de Campos Quito. No dia 10 de Dezembro de 1947, instalou-se a primeira Câmara Municipal de Pompeu que ficou assim constituída: Presidente, Dr. Oswaldo Álvares da Silva; Vice-Presidente, Omar Lobato; Secretario, Inácio Diogo Campos, e os vereadores Antônio Maria de Campos, Benedito Xavier, Fábio Cordeiro Valadares, Joaquim Antônio de Campos Machado, Levi Campos e Omar Campos Guimarães.
Pela reforma de 31 de Dezembro de 1948, o povoado Buritizal, subiu para distrito com a denominação de Silva Campos.
População do Município (1947): 20.300 dos quais 5.200 residem na sede.

## Geografia

### Clima
Segundo dados do Instituto Nacional de Meteorologia (INMET), referentes aos períodos de 1973 a 1984, 1986 e 1991 a 2015, a menor temperatura registrada em Pompéu (estação convencional) foi de 2,9 °C em 18 de julho de 2000, e a maior atingiu 39,8 °C em 22 de outubro de 2015. O maior acumulado de precipitação em 24 horas foi de 165,8 milímetros (mm) em 4 de fevereiro de 1992. Outros grandes acumulados iguais ou superiores a 100 mm foram 152,8 mm em 27 de dezembro de 1995, 139 mm em 19 de fevereiro de 2003, 128,5 mm em 30 de janeiro de 1977, 122,4 mm em 19 de dezembro de 1993, 110,5 mm em 8 de janeiro de 1975, 107,2 mm em 7 de março de 1994 e 105,2 mm em 15 de março de 1995. Dezembro de 1995, com 504,1 mm, foi o mês de maior precipitação.
| Dados climatológicos para Pompéu | Dados climatológicos para Pompéu | Dados climatológicos para Pompéu | Dados climatológicos para Pompéu | Dados climatológicos para Pompéu | Dados climatológicos para Pompéu | Dados climatológicos para Pompéu | Dados climatológicos para Pompéu | Dados climatológicos para Pompéu | Dados climatológicos para Pompéu | Dados climatológicos para Pompéu | Dados climatológicos para Pompéu | Dados climatológicos para Pompéu | Dados climatológicos para Pompéu |
| Mês | Jan                              | Fev                              | Mar                              | Abr                              | Mai                              | Jun                              | Jul                              | Ago                              | Set                              | Out                              | Nov                              | Dez                              | Ano                              |
| --- | -------------------------------- | -------------------------------- | -------------------------------- | -------------------------------- | -------------------------------- | -------------------------------- | -------------------------------- | -------------------------------- | -------------------------------- | -------------------------------- | -------------------------------- | -------------------------------- | -------------------------------- |
| Temperatura máxima recorde (°C) | 37                               | 36,4                             | 36,5                             | 35                               | 34                               | 31,7                             | 33,2                             | 35,8                             | 38,4                             | 39,8                             | 38,2                             | 36,5                             | 39,8                             |
| Temperatura máxima média (°C) | 30,3                             | 31,1                             | 30,6                             | 30                               | 28                               | 27,3                             | 27,6                             | 29,2                             | 30,9                             | 31,6                             | 30,2                             | 29,7                             | 29,7                             |
| Temperatura média compensada (°C) | 24,3                             | 24,7                             | 24,1                             | 23,2                             | 20,6                             | 19,3                             | 19,4                             | 21,2                             | 23,2                             | 24,7                             | 24,2                             | 24                               | 22,7                             |
| Temperatura mínima média (°C) | 19,9                             | 19,6                             | 19,2                             | 17,5                             | 14,4                             | 12,4                             | 12,3                             | 13,9                             | 16,4                             | 18,8                             | 19,5                             | 19,8                             | 17                               |
| Temperatura mínima recorde (°C) | 15,4                             | 12                               | 9                                | 8,9                              | 5                                | 3,2                              | 2,9                              | 3                                | 8,8                              | 9,3                              | 9                                | 10,3                             | 2,9                              |
| Precipitação (mm) | 250,3                            | 156,2                            | 167,8                            | 49,3                             | 27,2                             | 8                                | 7,4                              | 12,7                             | 30,2                             | 63,7                             | 190,2                            | 276,3                            | 1 239,3                          |
| Dias com precipitação (≥ 1 mm) | 15                               | 11                               | 11                               | 5                                | 3                                | 1                                | 1                                | 2                                | 4                                | 7                                | 13                               | 16                               | 89                               |
| Umidade relativa compensada (%) | 75,1                             | 73,7                             | 75                               | 71,4                             | 71,1                             | 66,1                             | 62,8                             | 56,9                             | 57,1                             | 59,8                             | 71,6                             | 77,8                             | 68,2                             |
| Insolação (h) | 176,5                            | 186                              | 203,1                            | 226                              | 222,5                            | 204,4                            | 228,5                            | 226,1                            | 203,8                            | 203,5                            | 164,6                            | 164,7                            | 2 409,7                          |
| Fonte: Instituto Nacional de Meteorologia (INMET) (normal climatológica de 1981-2010; recordes de temperatura: 08/01/1973 a 31/12/1984, 01/01/1986 a 31/12/1986 e 01/01/1991 a 31/12/2015) |                                  |                                  |                                  |                                  |                                  |                                  |                                  |                                  |                                  |                                  |                                  |                                  |                                  |

## Economia
Segundo dados do IBGE no ano de 2017 o Produto interno bruto (PIB) do município foi de R$ 737.148,50, e a renda per capita de R$ 23.318,66. O setor de serviços corresponde a cerca de 60% do PIB do município, sendo o setor que mais contribui para o PIB. Já a indústria corresponde a 21% desse total.
A agropecuária, representada principalmente através da produção de leite, contribui com 19% do PIB do município e faz com que ele seja o 39º município de Minas Gerais com maior PIB agropecuário, com cerca de 128 milhões de reais.
Na cidade ocorre também a extração de ardósia, estando a área do município situada na chamada província da ardósia de Minas Gerais, a área com a maior reserva da pedra no mundo.

Localiza-se também na cidade uma usina de beneficiamento de cana-de-açúcar, que produz principalmente biocombustível através do etanol.
Dentre outras atividades econômicas pode-se destacar a produção de móveis e o plantio de eucalipto.[carece de fontes?]

## Turismo

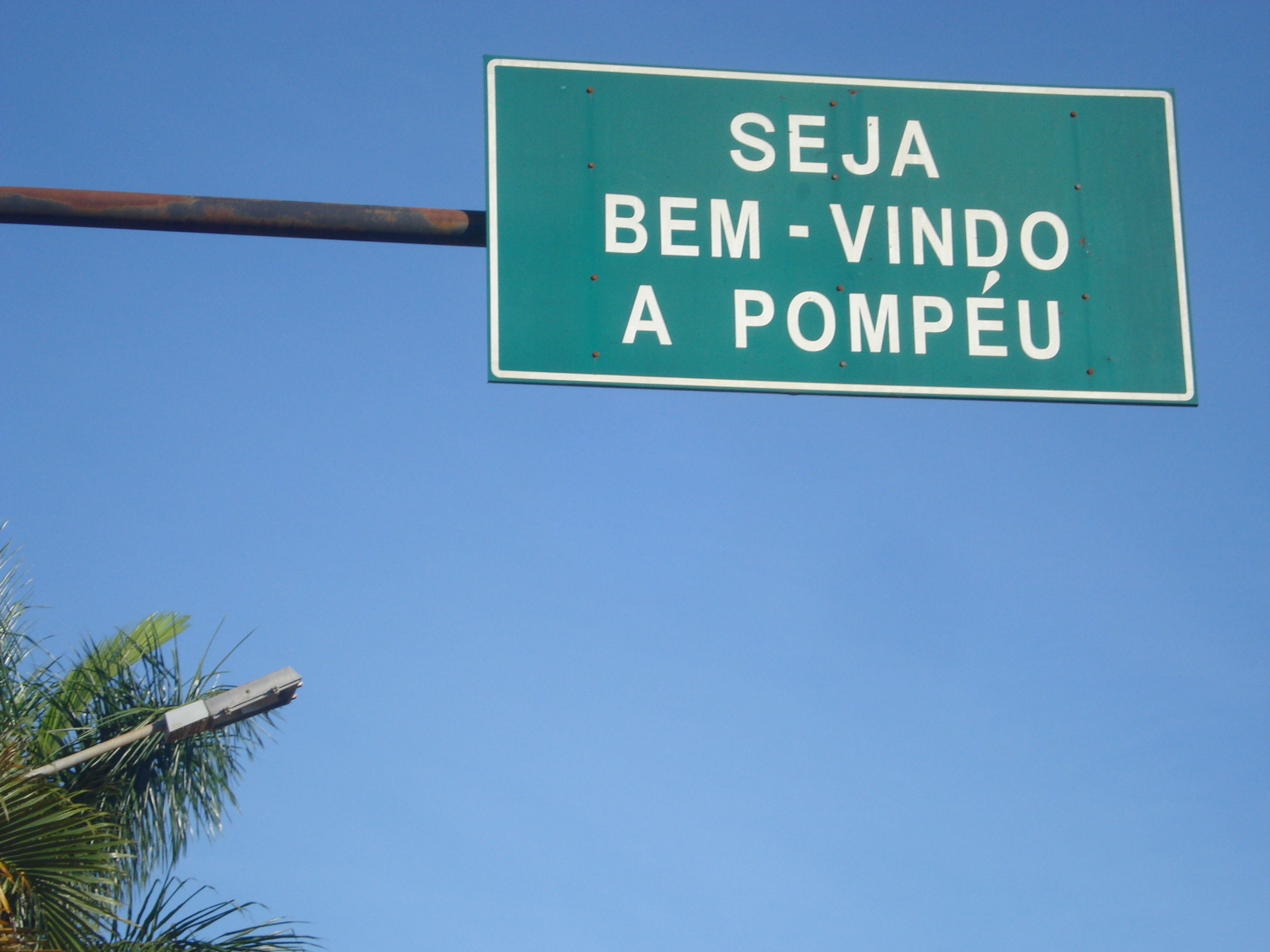
Placa de Boas-vindas a Pompéu

A cidade adquiriu fama regional pelo seu carnaval. Durante vários anos houve um grande movimento de turistas para a cidade durante a festa, que se tornou um dos maiores carnavais de rua do centro-oeste do estado. Entretanto nos últimos anos a festa sofreu com cortes de repasses e o aumento da popularidade do carnaval de Belo Horizonte, de onde vinham a maioria dos foliões.
Inaugurado em 2011, o Museu e Centro Cultural Dona Joaquina resgata a história de Joaquina de Pompéu, matriarca da cidade e grande fazendeira e senhora de escravos do fim do século XVIII e início do século XIX.
Uma outra atividade turística do município de grande repercussão é a pescaria. Prodigiosamente servido de rios, o município possui um grande potencial para a atividade pesqueira. Banhada pelos rios São Francisco, Pará, Peixe, Pardo e Paraopeba, Represa de Três Marias e a Usina Hidrelétrica de Retiro Baixo no Rio Paraopeba.

## Fotos

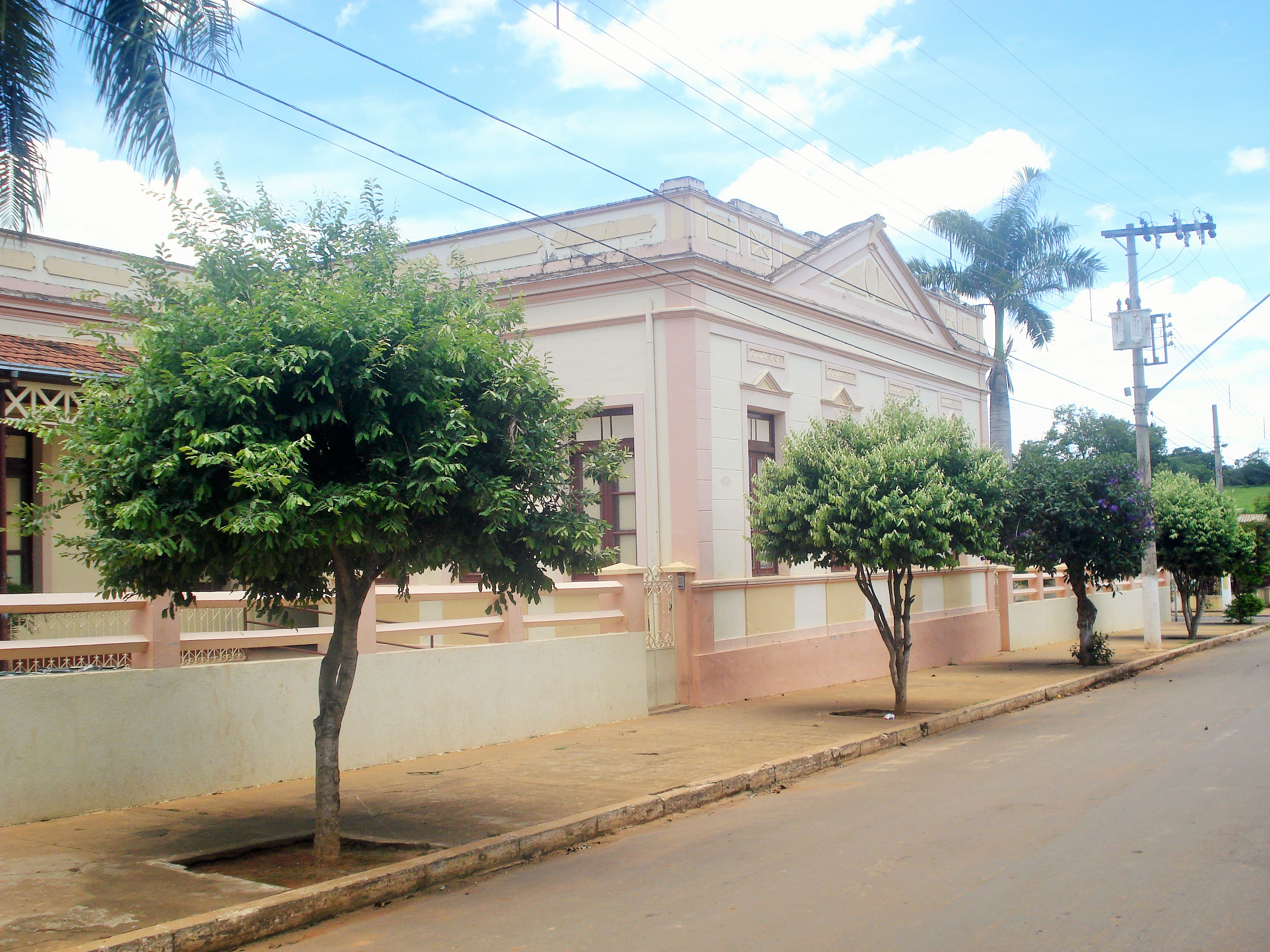
Escola Estadual Dr. Jacinto Campos

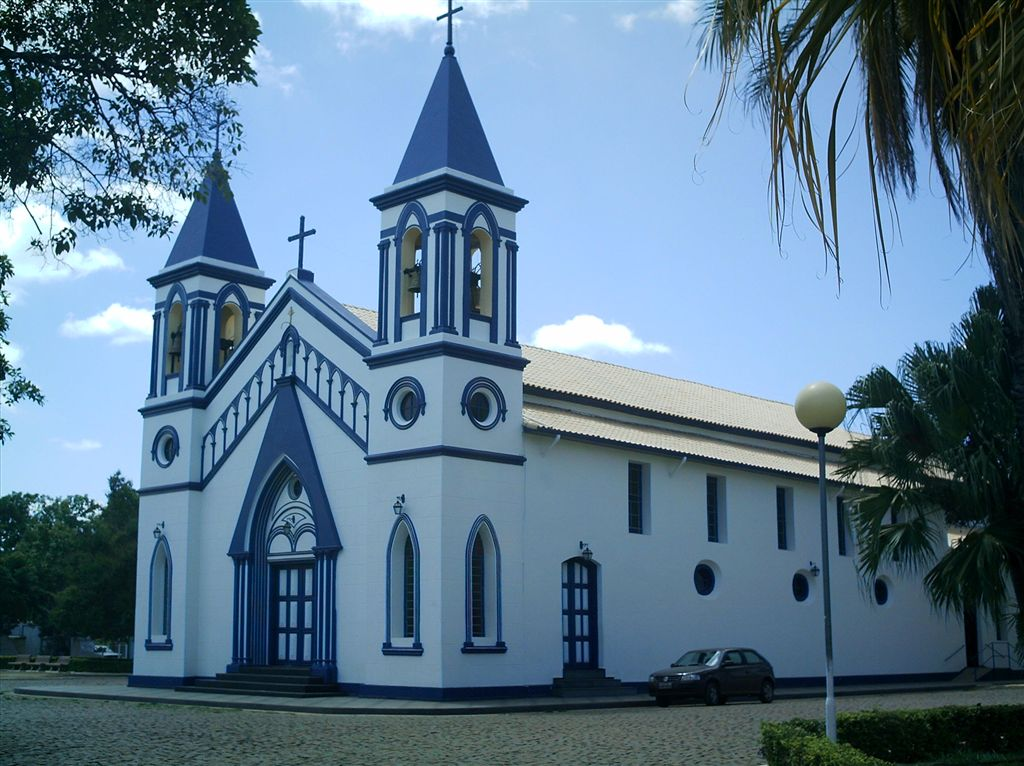
Matriz de Nossa Senhora da Conceição